# Gouverneur général du Pakistan
Le gouverneur général du Pakistan (en ourdou : گورنر جنرل پاکستان) est le représentant du souverain du Pakistan de 1947 à 1956. Cette fonction est créée lors de l'accession du pays à l'indépendance et abolie lors de la proclamation de la république islamique du Pakistan.

## Gouverneurs généraux du Pakistan
| No | Portrait              | Titulaire                          | Début du mandat  | Fin du mandat                        | Parti politique | Parti politique             | Monarque                    |
| -- | --------------------- | ---------------------------------- | ---------------- | ------------------------------------ | --------------- | --------------------------- | --------------------------- |
| 1  | Muhammad Ali Jinnah   | Muhammad Ali Jinnah (1876-1948)    | 15 août 1947     | 11 septembre 1948 (mort en fonction) |                 | Ligue musulmane du Pakistan | George VI (r. 1947-1952)    |
| 2  | Khawaja Nazimuddin    | Sir Khawaja Nazimuddin (1894-1964) | 13 novembre 1948 | 17 octobre 1951                      |                 | Ligue musulmane du Pakistan | George VI (r. 1947-1952)    |
| 3  | Malik Ghulam Muhammad | Malik Ghulam Muhammad (1895-1956)  | 19 octobre 1951  | 7 août 1955                          |                 | Indépendant                 | Élisabeth II (r. 1952-1956) |
| 4  | Iskander Mirza        | Iskander Mirza (1899-1969)         | 7 août 1955      | 23 mars 1956                         |                 | Parti républicain           | Élisabeth II (r. 1952-1956) |

## Drapeau du gouverneur général

Drapeau utilisé de 1947 à 1953.
Drapeau utilisé de 1953 à 1956.